# Electrode (Pokémon)
Een Electrode is een Pokémon-wezen. Een electrode is rond zonder armen of benen. Electrodes lijken op een omgekeerde Pokébal. Electrodes zijn elektrische Pokémon.
Electrode gebruikt vaak als laatste toevlucht Selfdestruct (zelfvernietiging). Hiermee wordt veel schade aangericht aan de omgeving en andere Pokémon, maar het zorgt ervoor dat de Electrode zelf alle levenspunten kwijt raakt.
Electrode is de geëvolueerde vorm van Voltorb.